# 대방천
대방천(大方川)은 도림천으로 유입되는 대한민국의 복개하천이다. 상도동 국사봉 기슭에서 발원하기에 상도천(上道川)이라는 별칭이 있다. 1936년 경성부 확장 당시에 경성부의 남쪽 경계가 되었기에 현재의 상도동과 신대방동, 상도동과 봉천동의 경계이기도 하다. 1970년대 완전히 복개되어 여의대방로24길, 대방천로를 이룬다.